# 長者山新羅神社
長者山新羅神社（ちょうじゃさんしんらじんじゃ）は、青森県八戸市の長者山山上にある神社。社格は旧県社。重要無形民俗文化財の八戸三社大祭や八戸のえんぶりで著名であり、八戸市内では櫛引八幡宮と並び篤く崇敬を集める神社である。

## 祭神
主祭神
- 素佐嗚尊（すさのおのみこと）
- 新羅三郎源義光命（しんらさぶろうみなもとのよしみつのみこと）

そのほかいくつかの神々を相殿に祀る。

## 歴史
長者山には古くから様々な祭祀が行われていたらしく、八戸藩初代藩主南部直房によって虚空蔵菩薩が勧請され「祇園」と俗称された堂祠を前身とし、新羅神社としては延宝6年（1678年）に2代藩主直政が藩家の守護と領内の五穀豊穰と領民の安穏、無病息災を祈念する祈願所として山上に南部氏の遠祖である新羅三郎義光命（源義光）を勧請、「三社堂」または「虚空蔵堂」と号したのに創まる。以後、八戸藩奥南鎭守として歴代藩主から尊崇され、また造営事業等は藩直営で行わる例とされた。元禄7年（1694年）に社殿の改築がなされたが、文政10年（1827年）にも8代藩主信真によって再改築が行われており（現社殿）、この時には桜の馬場を開設して例祭に打毬を奉納するようになった。
明治初期の神仏分離に伴い、明治2年（1869年）に社号を「新羅神社」と改めて郷社に列し、同14年の明治天皇の東北巡幸に際しては行幸があり騎馬打毬が天覧に供された｡後に県社へ昇格し、昭和51年（1976年）に現社号である「長者山新羅神社」と改称した。

## 祭祀
2月の「えんぶり」や、8月の例祭と八戸三社大祭等がある。
えんぶり
2月17日の早朝、八戸市と周辺の市町村から集まった30組を越える「えんぶり組」が社参の後に隊を組んで八戸市中心の商店街や近郊農村部を門付けして廻り、その後20日までの4日間にわたって市内各所で演じられる。東北各地で広く行われる予祝芸能の一種で、八戸地方の芸能史的価値の高い予祝芸として昭和46年（1971年）11月11日に選択無形民俗文化財とされ、同54年2月3日に重要無形民俗文化財の指定を受けた。
なお、祭日は旧く初春の神事として小正月に行われ、明治30年（1897年）から「えんぶり行列」として相殿神稲荷大神の神輿渡御式も行われるようになり、同42年から2月17日の伊勢神宮の祈年祭に合わせる形で現行日に改められた｡
例祭
8月2日に斎行され、例祭後には境内の桜の馬場で打毬の奉納が行われる。
打毬は騎馬で行う「騎馬打毬」と馬を用いない「徒打毬（かちだきゅう）」の2種があり、文政の社殿改築の落成奉祝行事として藩主信真が奉納した事に創まるといい、特に騎馬打毬は南部家の家流である加賀美（かがみ）流馬術の訓練として当時江戸で行われていた打毬を取り入れ、武芸奨励の目的で伝承されたものという。騎馬打毬では、騎馬の競技者が4騎ずつ紅白2組に別れ、地上に置かれた紅白各4個の毬を先端に網のついた毬杖（まりづえ）で掬って自陣の毬門に投げ込み、4個全部を早く毬門に入れた組を勝ちとする。また鞠の投入は「見定め奉行」が判定し、白毬が入れば太鼓が、紅毬が入れば鐘が鳴らされる。
騎馬打毬は現在宮内庁と山形県でも行われているが、当神社のものは「加賀美流騎馬打毬」として昭和47年3月15日に県無形民俗文化財に指定された。
八戸三社大祭
市内に鎮座する龗神社、神明宮との合同の祭礼として7月31日から8月4日にかけて斎行され、8月1日から3日にかけては3神社の神輿渡御と山車の市内巡行（重要無形民俗文化財）も行われる。

## 境内

### 社殿
現本殿と拝殿は文政9年に着工、翌年に竣工したもので、本殿は桁行3間、梁間2間の入母屋造平入の身舎に3間の向拝（こうはい）を付ける構造、正面扉や組物、向拝の柱廻り等に華麗な彩色文様が施されている。拝殿は桁行5間、梁間3間平入の入母屋造に1間の向拝を付けるが、梁間（奥行き）が3間の拝殿は珍しく、市内では櫛引八幡宮と当神社に見るだけである。本殿、拝殿ともに細部の彫刻等に江戸時代の神社建築の特徴がよく残される事から平成3年（1991年）3月13日に青森県の重宝に指定された。

## 文化財

### 国指定
- 重要無形民俗文化財
  - 八戸のえんぶり

### 青森県指定
- 重宝（建造物）
  - 新羅神社本殿および拝殿
- 無形民俗文化財
  - 加賀美流騎馬打毬